# 모르강 길라보기
모르강 보노 길라보기(프랑스어: Morgan Bono Guilavogui, 1998년 3월 10일 ~ )는 리그 1의 랑스에서 미드필더로 활약하고 있는 기니의 프로 축구 선수이다. 프랑스에서 태어난 그는 기니 국가대표팀에서 뛰고 있다.

## 구단 경력
2020년 5월 17일, 길라보기는 파리 FC와 프로 계약을 체결했다. 2020년 9월 12일, 2-1로 이긴 아미앵과의 리그 2 경기에서 프로 데뷔 전을 치렀다.

## 국가대표팀 경력
길라보기는 프랑스와 기니 국적을 가지고 있다. 2021년 11월 12일 기니비사우와의 2022년 FIFA 월드컵 예선 경기에서 기니 국가대표팀 데뷔 전을 치렀다.

## 사생활
길라보기는 프랑스의 축구 선수 조쉬아 길라보기의 동생이다.